# Martial Mazurier
François Martial Mazurier (Limoges, ca. 1490 - Parijs, 25 augustus 1550) was een Frans predikant en humanist.

## Levensloop
Mazurier promoveerde tot doctor in de godgeleerdheid aan de Sorbonne in 1514. Hij werd principaal van het Parijse Collège Saint-Michel. Hij werd tevens kanunnik en bisschoppelijk medewerker in Parijs. Tevens werd hij lid van het Cenakel van Meaux.
Hij behoorde tot de bekende kanselredenaars in de zestiende eeuw. Zijn orthodoxie werd echter in vraag gesteld en toen hij ook nog beschuldigd werd van gewelddaden, werd hij gearresteerd en opgesloten in de gevangenis van de Conciergerie. Hij werd vervolgd voor ketterij en riskeerde de doodstraf. Hij trok dan ook al de hem verweten uitspraken in en onderschreef de meest orthodoxe zienswijzen. Hij doceerde voortaan het tegenovergestelde van wat hij voordien voorhield.
Hij werd een metgezel van Ignatius van Loyola en een hardnekkig verdediger van de pausen en de orthodoxie.

## Publicatie
- Victoriae liber, 1540.
- Instruction et doctrine à se bien confesser, (postuum), 1551.